# Ludwig Müller (General, 1892)
Ludwig Müller (* 28. Juni 1892 in Zeselberg; † 28. Juni 1972 in Ettlingen) war ein deutscher Offizier, zuletzt General der Infanterie im Zweiten Weltkrieg.

## Leben
Müller diente als Offizier im Ersten Weltkrieg. Nach Ende des Krieges wechselte er in die Reichswehr und wirkte als Generalstabsoffizier und Kommandeur in verschiedenen Einheiten. Er diente auch in der Wehrmacht während des Zweiten Weltkrieges unter anderem als Kommandeur der 198. Infanterie-Division und der 97. Jäger-Division. 1944 wurde Müller zum Kommandierenden General des XXXXIV. Armeekorps ernannt und geriet am 23. September 1944 in sowjetische Kriegsgefangenschaft, aus der er 1955 entlassen wurde.

## Auszeichnungen
- Eisernes Kreuz (1914) II. und I. Klasse
- Spange zum Eisernen Kreuz II. und I. Klasse
- Deutsches Kreuz in Gold am 28. Februar 1942
- Ritterkreuz des Eisernen Kreuzes mit Eichenlaub[1]
  - Ritterkreuz am 25. Oktober 1943
  - Eichenlaub am 6. April 1944 (440. Verleihung)